# Moussa Ouwo
Moussa Ouwo (sinh ngày 29 tháng 5 năm 1976 ở Niger) là một hậu vệ bóng đá người Niger. Hiện tại anh thi đấu cho AS Sonabel và trước đó cho JS du Ténéré. Anh từng đại diện Đội tuyển bóng đá quốc gia Niger.